# RNF26
RNF26 (англ. Ring finger protein 26) – білок, який кодується однойменним геном, розташованим у людей на короткому плечі 11-ї хромосоми. Довжина поліпептидного ланцюга білка становить 433 амінокислот, а молекулярна маса — 47 737.
| 10         |  | 20         |  | 30         |  | 40         |  | 50         |
| ---------- |  | ---------- |  | ---------- |  | ---------- |  | ---------- |
| MEAVYLVVNG |  | LGLVLDVLTL |  | VLDLNFLLVS |  | SLLASLAWLL |  | AFVYNLPHTV |
| LTSLLHLGRG |  | VLLSLLALIE |  | AVVRFTCGGL |  | QALCTLLYSC |  | CSGLESLKLL |
| GHLASHGALR |  | SREILHRGVL |  | NVVSSGHALL |  | RQACDICAIA |  | MSLVAYVINS |
| LVNICLIGTQ |  | NLFSLVLALW |  | DAVTGPLWRM |  | TDVVAAFLAH |  | ISSSAVAMAI |
| LLWTPCQLAL |  | ELLASAARLL |  | ASFVLVNLTG |  | LVLLACVLAV |  | TVTVLHPDFT |
| LRLATQALSQ |  | LHARPSYHRL |  | REDVMRLSRL |  | ALGSEAWRRV |  | WSRSLQLASW |
| PNRGGAPGAP |  | QGDPMRVFSV |  | RTRRQDTLPE |  | AGRRSEAEEE |  | EARTIRVTPV |
| RGRERLNEEE |  | PPGGQDPWKL |  | LKEQEERKKC |  | VICQDQSKTV |  | LLLPCRHLCL |
| CQACTEILMR |  | HPVYHRNCPL |  | CRRGILQTLN |  | VYL        |  |            |

A: Аланін

C: Цистеїн

D: Аспарагінова кислота

E: Глутамінова кислота

F: Фенілаланін

G: Гліцин

H: Гістидин

I: Ізолейцин

K: Лізин

L: Лейцин

M: Метіонін

N: Аспарагін

P: Пролін

Q: Глутамін

R: Аргінін

S: Серин

T: Треонін

V: Валін

W: Триптофан

Кодований геном білок за функцією належить до трансфераз. 
Задіяний у такому біологічному процесі, як убіквітинування білків. 
Білок має сайт для зв'язування з іонами металів, іоном цинку. 
Локалізований у мембрані, ендоплазматичному ретикулумі.